# حصار شنترين (1184)
حصار شنترين (بالبرتغالية: Cerco de Santarém‏)، حصار استمر من يونيو إلى يوليو من عام 1184، الموافق لعام ( 580 هـ).
في ربيع عام 1184، أعد يوسف بن عبد المؤمن جيشه ليعبر مضيق جبل طارق، وسار إلى إشبيلية. ومن هناك وسار نحو بطليوس ثم توجه غربا لمحاصرة شنترين، التي كان يدافع عنها ألفونسو الأول ملك البرتغال.

## قبل الحصار
في يوم الثلاثاء 8 أبريل 1184 (4 محرم سنة 580 هـ) غادر الخليفة أبو يعقوب مدينة فاس في موكبه، حتى وصل إلى ثغر سبتة فأقام به بقية شهر المحرم. وأمر في أثناء ذلك ببدء الجواز، فجازت قبائل العرب أولا، ثم قبائل زناتة، فالمصامدة، فمغراوة وصَنهاجة وأورية وغيرهم من بطون البربر، ثم جازت جيوش الموحدين. فلما كمل جواز الجيش عبر الخليفة فيمن بقى من طوائف العبيد والحرس، وكان عبوره في 17 مايو (5 صفر) ونزل بجبل الفتح (جبل طارق) ثم سار منه إلى الجزيرة الخضراء، ثم إلى إشبيلية عن طريق أركش وشريش، فوصل إليها في عساكره في اليوم 25 مايو (13 صفر)، وخرج أهل الحاضرة الأندلسية إلى لقائه والسلام عليه، وفي مقدمتهم قاضيهم ابن الجد. ويقول ابن صاحب الصلاة، إنه قام بالسلام على الخليفة مع من تقدم إليه من الطلبة، وأنه لم يستطع الكلام لشدة الزحام، وأن الخليفة نزل بقصره داخل حدائقه الواقعة خارج باب قرمونة. وفي اليوم التالي لوصوله أمر بتمييز العساكر وتوزيع السلاح والعتاد عليهم. ووزعت ألف فرس من عتاق الخيل على أشياخ الموحدين والعرب وكبار الجند. وأمر قائد الأسطول أبو العباس الصقلي بإعداد سفن الغزو وما يلزمها من الآلات والمعدات. وكانت أجناد الأندلس، تتلاحق خلال ذلك من أوطانها وقواعدها إلى إشبيلية، لتنضم إلى جيش الغزو.
وأقام الخليفة بإشبيلية أسبوعين. سبق أن الخليفة لم يحدد هدف هذه الغزوة منذ البداية بصورة قاطعة، بل لم تتحدد وجهة الحملة الموحدية إلى شبه الجزيرة الأندلسية إلا حينما وصل الخليفة إلى سلا. ولكن اختيار مدينة شنترين بالذات هدفاً للغزوة الموحدية يرجع إلى أسباب عديدة، مادية ومعنوية. فقد كانت البرتغال في عهد أبي يعقوب أول مملكة نصرانية في شبه الجزيرة ناصبت الموحدين العدوان، وكانت مدينة شنترين بالذات أهم قواعد هذا العدوان، فمنها خرجت الحملات العدوانية المتوالية التي شنها الفارس المغامر جيرالدو سمبافور على بلاد ولاية الغرب وحصونها في قطاع بطليوس، وهي ترجالُه وقاصرش، ومنتانجش وشربة، وجلمّانية. ثم كانت بعد ذلك قاعدة لمهاجمة ملك البرتغال وجيرالدو سمبافور لمدينة بطليوس ذاتها، واستيلائهما عليها، ولو لم يتعاون فرناندو ملك ليون مع الموحدين على إنقاذ المدينة، لبقيت في أيدي البرتغاليين. وكانت شنترين أخيراً مركزاً للحملات المخربة التي شنها البرتغاليون في أحواز إشبيلية، والتي وصلت في سيرها مرة إلى طُريانة، وأخرى إلى الشّرف ومدينة شلوقة، وعلى الجملة فقد كانت شنترين هي المركز الرئيسي لعدوان البرتغاليين على قواعد ولاية الغرب وأراضيها، وقد اضطلع فرسانها وجندها بأعظم دور في هذه الحملات العدوانية، والغزوات المخربة، وكان الخليفة وقادته يرون أن الاستيلاء على شنترين يلحق بالبرتغاليين وملكهم ألفونسو هنريكيز ضربة شديدة، ويقضي على أهم مراكز العدوان في البرتغال، ومن ثم كان اختيارها هدفاً للغزوة الموحدية الكبرى.
ومما هو جدير بالذكر أن الخليفة أبا يعقوب، لم ينس خلال هذه المشاغل الحربية الطامية برنامج منشآته العظيمة بمدينة إشبيلية، وهو الذي بدأه حين إقامته الأولى بإشبيلية قبل ذلك بنحو خمسة عشر عاماً، بإنشاء المسجد الجامع والقصور الموحدية، وقنطرة طريانة. ومشاريع الري والسقاية، ذلك أنه أمر قبل تحركه إلى الغزو عامله أبا داود بلول بن جلداسن، أن يقوم خلال غيبته في الغزو، بإنشاء سور حصين على قصبة إشبيلية، يمر من مبدئ بنيانه أمام رحبة ابن خلدون داخل المدينة، وببناء صومعة للجامع في موقع اتصال السور بالجامع المذكور، وبناء دار صنعة للسفن تتصل من سور القصبة الذي على الوادي بباب القطائع، إلى الرحبة السفلى المتصلة بباب الكحل.
في صبيحة يوم الخميس 7 يونيه 1184 (26 صفر 580 هـ)، تحركت الجيوش الموحدية وعلى رأسها الخليفة أبو يعقوب يوسف، من مدينة إشبيلية، نحو الشمال. فوصلت بعد تسعة أيام إلى حصن العرجة في طريق بطليوس، وهنالك تم اجتماع الجيوش الموحدية، وتقلد الجند كامل أسلحتهم من السيوف والدروع والقسي وغيرها، ثم استأنفت الجيوش سيرها، حتى وصلت إلى مدينة بطليوس، فأمر الخليفة بالنزول في ظاهرها، وأن يجرى تمييز الجند، واستكملت الجيوش ما كان ينقصها من الزاد والميرة. وكان الوزير السابق إدريس بن جامع منفياً في بطليوس ومعه في المنفى أيضاً أبو زكريا بن حيون الكومي شيخ قبيلة كومية، فالتمسا إلى أمير المؤمنين حين مقدمه أن يأذن لهما بالاشتراك في الجهاد فأذن لهما.
وكان الموقف بالنسبة للممالك النصرانية قد تغير قبل ذلك بأعوام، وانقطعت كل مهادنة بينها وبين الموحدين، وجنحت كلها إلى العدوان، وإلى غزو أراضي الأندلس كل من الناحية التي تليها. وكان فرناندو ملك ليون قد نبذ محالفة الموحدين حسبما تقدم، وحذا حذو زملائه في انتهاج هذه السياسة العدوانية، وعقد مع ملك قشتالة ألفونسو الثامن معاهدة تعهد فيها بأن يلتزم معاداة الموحدين، وألا يعود إلى محالفتهم قط، وقطع زميله ملك قشتالة على نفسه مثل هذا العهد (يونيه 1183). وكان في الوقت الذي عبرت فيه الجيوش الموحدية إلى شبه الجزيرة، يقوم بغزوة جديدة لأراضي الأندلس، ويحاصر مدينة قاصرش الواقعة شمال شرقي بطليوس على مقربة من نهر التاجه، واستمر يحاصرها طول الشتاء حتى نهاية الربيع. وكان الخليفة الموحدي يعلم بأمر هذا التحالف الجديد بين قشتالة وليون. وكان الذائع بين الملوك النصارى أن الجيوش الموحدية الغازية، قد تغزو أي الممالك النصرانية، إذ كانت جميعاً سواء في موقفها العدواني من الموحدين، وفي الإغارة على أراضي الأندلس. حينما علم فرناندو ملك ليون بسير الجيوش الموحدية نحو بطليوس واقترابها بذلك من مواقعه، بادر برفع الحصار عن قاصرش، وعاد إلى حاضرته مدينة ردريجو، وأخذ يرقب سير الحوادث.
في يوم الخميس 10 ربيع الأول غادر الخليفة في قواته مدينة بطليوس، وسار نحو الشمال الغربي مخترقاً الناحية اليسرى من وادي التاجُه، ثم أمر الجند الموحدين أن يتقدموا صوب شنترين، فعبروا نهر التاجُه بقيادة السيد أبي إسحاق والي إشبيلية، ثم تلاهم بقية الجند وعلى رأسهم الخليفة، ونزلت الجيوش الموحدية جميعها بالتل المرتفع المشرف على شنترين من ناحيتها الشرقية والجنوبية، وكان ذلك في يوم الأربعاء 27 يونيه 1184 (16 ربيع الأول 580 هـ) وفقاً لقول الرواية الإسلامية المعاصرة ، وتضع الرواية النصرانية مقدم الجيوش الموحدية إلى شنترين قبل ذلك بثلاثة أيام في اليوم 24 يونيه وهو يوم القديس خوان. وتنوه معظم الروايات الإسلامية بضخامة هذا الجيش الموحدي، ووفرة حشوده  يقول صاحب الروض المعطار إنه كان يضم أربعين ألفاً من أنجاد العرب الفرسان، ومن الموحدين والجنود والمطوعة وفرسان الأندلس ما ينيف على مائة ألف فارس ، وإذن فقد كان هذا الجيش الذي أعد لغزو البرتغال، وافتتاح شنترين أضخم من الجيش الذي سار من قبل عند جواز الخليفة الأول إلى الأندلس، إلى حصار وبذة، وتنوه الرواية النصرانية أيضاً بضخامة الجيش الموحدي، وذلك بما تذكره من أرقام خسائره.

## الحصار
ما كادت القوات الموحدية تصل إلى ظاهر شنترين، حتى أمر الخليفة بأن يتقدم الجند حتى أبواب المدينة، وأن يضربوا حولها الحصار، ونزل الموحدون في الربض الواقع في جنوبها الشرقي والممتد على طول النهر وضربت به قبة الخليفة، وكان البرتغاليون وعلى رأسهم ملكهم ألفونسو هنريكيز، قد احتشدوا داخل شنترين وقصبتها وجدوا في تحصينها، واتخذوا أعظم أهبة للدفاع عنها ، وكان المدافعون عن الربض الخارجي قد أقاموا حواجز يستطيعون الاعتصام بها، والدفاع منها. فاقتحم الموحدون الربض وهدموا أحياءه المتصلة بالسور، وهدموا الكنيستين اللتين به، وقتل كثير من المدافعين عنه، وارتد الباقون إلى القصبة، واعتقد القادة الموحدون أن السبيل ممهد لاقتحام المدينة وأخذها، وأعدت بالفعل السلالم اللازمة لاقتحام الأسوار. وفي يوم الجمعة 29 يونيه (19 ربيع الأول)، هاجم الموحدون الأسوار، واشتبكوا مع قوة من النصارى خرجت لقتالهم فهزموها وردوها صوب القصبة. وفي صبيحة اليوم التالي - السبت - تجدد القتال بين الموحدين وبين النصارى، واستمر القتال بين الفريقين حتى يوم الاثنين 2 يوليه (21 ربيع الأول). ونشبت بينهما خلال ذلك عدة معارك عنيفة. وتقدم الروايات النصرانية عن هذه المعارك صوراً مختلفة، ويقول بعضها إن المعارك لبثت تضطرم بين النصارى والموحدين في الربض الخارجي للمدينة خمسة أيام، وأن الموحدين بالرغم من خسائرهم لبثوا يجددون هجماتهم، حتى حطمت سائر الحواجز والتحصينات بالربض، وأضحى الموقف مستحيلا، واضطر النصارى إلى اللجوء إلى ناحية القصبة. وهذه الرواية تقترب في جملتها من أقوال الرواية الإسلامية. بيد أن بعض الروايات النصرانية تقدم مزاعم لا يستطيع أن يسيغها العقل، ولاسيما الرواية المنسوبة إلى الحبر الإنجليزي راؤول دي ديستو، وخلاصتها أن الموحدين وصلوا إلى شنترين في يوم القديس خوان، أي في يوم 24 يونيه، وحاصروها، وأنهم بعد ثلاثة أيام وثلاث ليال من القتال المستمر، نجحوا في اقتحام المدينة من ثلمة أحدثوها. ولكن وصل في اليوم التالي أسقف بورتو وابن الملك وقتلوا من الموحدين خمسة عشر ألفاً، وسدوا تلك الثلمة بجثثهم. وفي اليوم الذي يليه وصل أسقف شنت ياقب ومعه عشرون ألف مقاتل، وفي الفجر قتلوا ثلاثين ألفاً من الموحدين. بيد أنه وقفت في اليوم الختامي لهذه المعارك، وهو يوم الاثنين 2 يوليه (21 ربيع الأول) بالعسكر الموحدي مفاجأة مذهلة، وهي صدور أمر الخليفة بالكف عن القتال، وكان الأمر قد صدر في نفس الوقت بتحرك الجيش من موضع نزوله إلى موضع آخر، أو من شرقي شنترين إلى غربها وشمالها حسبما يقول صاحب روض القرطاس. فعجب الناس لذلك، ولم يفقهوا له سبباً، بل إن في هذا التعليق ذاته ما ينم عن إنكار الشيوخ والقادة الموحدين لهذا الأمر الفجائي الذي لم يدرس، ولم تتضح مبرراته. فما الذي حدث في المعسكر الموحدي، وكيف ولِم وقع هذا التحول الفجائي في حركة الجيش الموحدي، ولمّا يمض على مقدمه إلى شنترين سوى ستة أيام؟ إن الرواية الإسلامية لا تقدم في هذا الموطن أي شرح واضح أو أي تعليل مقنع لهذا الارتداد الفجائي لجيش ضخم غازٍ يربى عدده على المائة ألف، عن مدينة مرهقة بالحصار وقد سقطت أرباضها في أيدي الغزاة، ولا تدافع عنها سوى حامية محلية، قد أنهكتها المعارك المتوالية مع الغزاة، ولجأت في النهاية إلى القصبة ترقب المصير المحتوم، ولم يقل ابن صاحب الصلاة، وهو مرافق الحملة ومؤرخها، شيئاً سوى التعليق على أمر الارتحال بقوله:
ثم يقول إنه قد حدث في هذا اليوم -أي يوم صدور الأمر بالارتحال- على عسكر أهل مرسية حادث مروع، وذلك أنهم خرجوا للإغارة في بسائط النصارى، فخرجوا عليهم وهزموهم هزيمة شنيعة فارتدوا إلى المحلة منهزمين، وبات الناس في المحلة على حذر، ومن الوجل في ألم وضرر. ويقول مؤرخ موحدي آخر كان مرافقاً للحملة أيضاً هو القاضي أبو الحجاج يوسف بن عمر:
ثم يقول دون أي إيضاح آخر:

## وفاة يوسف بن عبد المؤمن
من المحقق أن الخليفة ومعاونيه كانوا يقصدون أن يكون الارتداد وفق خطة منظمة، تقي الجيش المنسحب كل اضطراب وكل عثار. وهذا ما يؤكده القاضي أبو الحجاج يوسف بن عمر في روايته حين يقول:
بيد أن الذي حدث هو العكس تماماً. وهو الفوضى المروعة، والاختلال المطبق. يقول أبو الحجاج يوسف، وهو شاهد العيان:
وكان أشنع ما في ذلك، هو ما حدث من غموض في فهم أوامر الخليفة، وتسرع في تنفيذها. ذلك أن كثيراً من الأشياخ ورؤساء القبائل فهموا أنه يجب الارتداد فوراً وفي جوف الليل، فهرعت طوائف غفيرة من الجند إلى الارتداد. وعبور النهر، ووقع الارتداد في مناظر مروعة من الاختلال والضجيج والفوضى. يقول الراوية شاهد العيان:
وأقلع السيد أبو إسحاق ولد الخليفة نفسه في جنده عند الفجر قاصداً إشبيلية، واعتقد كثير أن الخليفة نفسه قد أقلع في السحر، واستمر عبور الجند على هذا النحو تباعاً، حتى عبر معظم الجيش، كل ذلك والخليفة غافل عما حدث. فلما أسفر الصبح، ظهرت الحقيقة المروعة، ولم يبق حول الخليفة الموحدي سوى الساقة، فعندئذ أمر الخليفة بضرب الطبول، فاجتمعت الفلول الباقية، وانحدر الخليفة صوب النهر، وبقى ابنه يعقوب المنصور مع بقية الساقة، في موضع المحلة مستعداً للقاء النصارى وردهم وحماية أبيه ومن معه.
ولكن نصارى شنترين أدركوا عندئذ ما وقع في المعسكر الموحدي، من إقلاع وارتداد، فبادروا بالخروج من المدينة، وهجموا على القوات المنسحبة بشدة، وأدركوا ساقة الخليفة، ودافعت الفلول الموحدية بمنتهى البسالة، وسقط خلال ذلك عدد من أكابر الموحدين والأندلسيين، ووصل النصارى إلى مقر الخليفة نفسه بعدوة الوادي، وأصابه بعضهم بجراح خطيرة. وعلى أثر انتهاء المعركة أمر الخليفة بتفرق الجموع، ورجوع كل جندي إلى قبيلته، وأمر بتخريب الوادي، وانتساف زروعه، وقطع أشجاره وهدم ضياعه، وتغوير مائه، وحرق كل ما يمكن حرقه، كما أمر بتقسيم السرايا في نواحي الوادي لتحصيل الأقوات، وانتزاع السبي والغنائم. كل ذلك الخليفة الجريح ملتزم فراشه، ومن حوله أطباؤه ابن زهر وابن طفيل  وابن قاسم، وهو يزداد ضعفاً على ضعف، ثم أمر الخليفة بالرحيل، وهو محمول في محفة، حتى تم اجتياز وادي التاجُه، وما كاد الموكب يقطع بضعة أميال أخرى، حتى أسلم الخليفة الروح، وذلك في 29 يوليه 1184 (18 ربيع الآخر 580 هـ).